# Мохамед Діоманде
Мохамед Баба Діоманде (фр. Mohamed Baba Diomande, нар. 30 жовтня 2001) — івуарійський футболіст, півзахисник та лівий вінгер «Рейнджерса» і національної збірної Кот-д'Івуару.

## Клубна кар'єра

### «Норшелланн»
Виріс у Йопугоні, передмісті столиці Кот-д'Івуару Абіджані. Займався футболом у академії Right to Dream Academy в Гані, де Діоманде помітив датський клуб «Норшелланн». Дебютував за клуб 19 лютого 2020 року в домашньому матчі Суперліги Данії проти «Горсенса» (6:0), вийшовши на позиції центрального півзахисника в основі, а на 60-й хвилині його замінив Клінтон Антві. Загалом він завершив свій перший сезон на дорослому рівні провівши загалом 15 матчів.
Діоманде забив свій перший гол за «Норшелланн» 13 вересня 2020 року у першому турі сезону 2020/21 у грі з «Брондбю» (2:3). Футболіст зарекомендував себе як якісний гравець основної команди, але у грудні 2020 року отримав серйозну травму щиколотки, через що пропустив другу половину сезону.
В січні 2021 року був включений до списку 50 найкращих молодих гравців за версією УЄФА. У липні 2023 року потрапив до команди місяця в данській Суперлізі.
У сезоні 2022/23 він зміг посісти з клубом друге місце чемпіонату Данії і таким чином кваліфікуватися до Ліги конференцій. Наступного сезону зіграв там 7 матчів, таким чином дебютувавши у єврокубках.

### «Рейнджерс»
26 січня 2024 року Діоманде приєднався до шотландського клубу «Рейнджерс» на правах оренди із зобов'язанням викупу. Він дебютував за «Рейнджерс» 6 лютого 2024 року, вийшовши на заміну на 85-й хвилині замість Тодда Кантвелла під час домашнього матчу Прем'єршипу Шотландії проти «Абердіна». 18 лютого 2024 року він забив свій перший гол за «Рейнджерс» у матчі проти «Сент-Джонстона» (3:0).

## Виступи за збірну
У березні 2023 року Діоманде був викликаний до збірної Кот-д'Івуару до 24 років, за яку зіграв один матч.
7 червня 2024 року Діоманде дебютував у національній збірній Кот-д'Івуару у відбірковому матчі до чемпіонату світу проти Габону (1:0) на стадіоні Амаду Гон Кулібалі. Він замінив Жана Мікаеля Сері на 78-й хвилині.